# Mesochorus medius
Mesochorus medius är en stekelart som beskrevs av Dasch 1974. Mesochorus medius ingår i släktet Mesochorus och familjen brokparasitsteklar. Inga underarter finns listade i Catalogue of Life.